# العلوم والتقنية في الولايات المتحدة

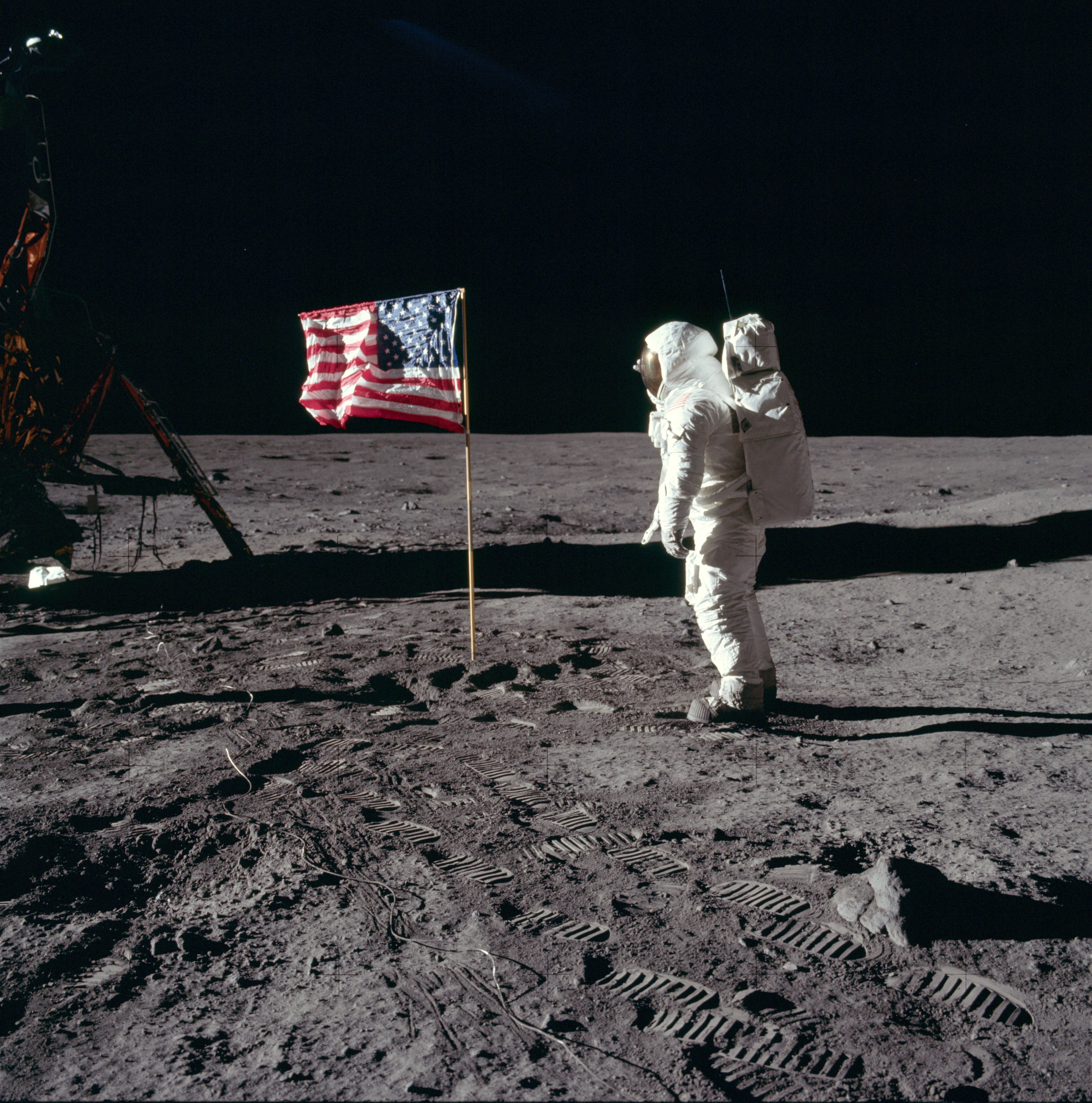
رائد الفضاء بز ألدرن خلال هبوط أول إنسان على سطح القمر عام 1969.

تعد الولايات المتحدة رائدة في مجال البحث العلمي والابتكار التكنولوجي منذ أواخر القرن التاسع عشر حيث حصل 353 أمريكي على جائزة نوبل من مختلف المجالات، و317 جائزة في المجالات العلميّة والطبيّة. في عام 1876، منح ألكسندر غراهام بيل أول براءة اختراع للهاتف. كما اخترع توماس إديسون الفونوغراف وأول مصباح كهربائي طويل الأمد وأول كاميرا فيديو عملية. يعتبر نيكولا تسلا رائداً في التيار المتناوب ومحرك التيار المتناوب والراديو. في أوائل القرن العشرين، طورت شركات السيارات مثل رانسوم أي أولدز وهنري فورد خط التجميع. وفي عام 1903، قامت شركة الأخوان رايت بالقيام بأول رحلة طيران أثقل من الهواء.
دفع ظهور النازية في الثلاثينيات من القرن الماضي العديد من العلماء الأوروبيين، بما فيهم ألبرت أينشتاين وإنريكو فيرمي، إلى الهجرة إلى الولايات المتحدة. خلال الحرب العالمية الثانية، طور مشروع مانهاتن الأسلحة النووية، فاتحاً المجال أمام عصر الذرة. أدى سباق الفضاء إلى تقدم سريع في إنتاج الصواريخ وعلوم المواد والكمبيوتر. كما طورت الولايات المتحدة أربانت وشبكة الإنترنت التي تلتها. يمول القطاع الخاص حالياً النسبة الأكبر من الأبحاث والتطويرات عند 64%. تَتَصَدَّر الولايات المتحدة العالم من حيث عدد أوراق البحث العلمي وعامل التأثير. يملك الأمريكيون مستويات عالية من السلع الاستهلاكية التكنولوجية، كما أن نصف الأسر الأمريكية لديها إمكانية الاتصال بالإنترنت عبر حزم الاتصال عريضة النطاق. تعد الولايات المتحدة البلد الرئيسي لتطوير مزارع الأغذية المعدلة وراثياً، حيث يقع في الولايات المتحدة أكثر من نصف أراضي العالم المزروعة بالمحاصيل المعدلة وراثياً.
عام 2023، حلّت الولايات المتحدة في المركز الثالث حسب مؤشر الابتكار العالمي، وحافظت على المركز الثالث في مؤشر عام 2024.

## أماكن تقنية المعلومات

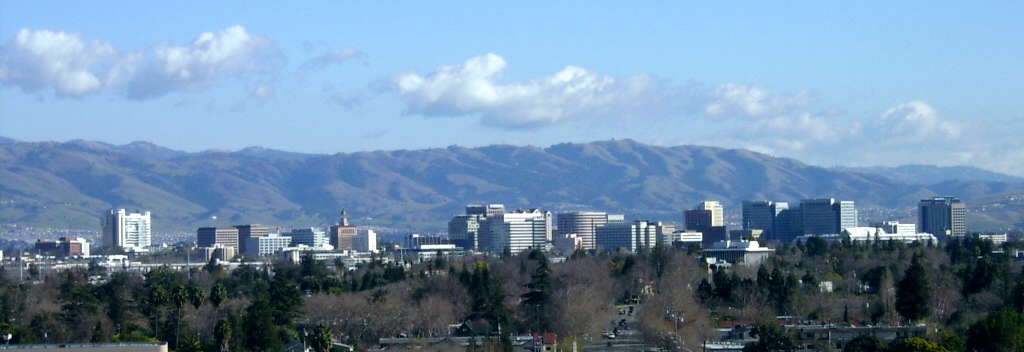
صورة بانورامية لمدينة سان خوسيه، عاصمة سيليكون فالي.

يعد سيليكون فالي أو وادي السيليكون (بالإنجليزية: Silicon Valley) هي المنطقة الجنوبية من منطقة خليج سان فرانسيسكو في كاليفورنيا، الولايات المتحدة الأمريكية. هذه المنطقة أصبحت مشهورة بسبب وجود العدد الكبير من مطوري ومنتجي الشرائح أو الرقاقات السيليكونية، وحالياً تضم جميع أعمال التقنية العالية في المنطقة، حيث أصبح اسم المنطقة مرادفاً لمصطلح التقنية العالية.
على الرغم من وجود العديد من القطاعات الاقتصادية المتطورة تكنولوجيا إلا أن سيليكون فالي يبقى الأول في مجال التطوير والاختراعات الجديدة في مجال التكنولوجيا المتطورة ويساهم في ثلث العائدات الاستثمارية في مجال المشاريع الجديدة في الولايات المتحدة الأمريكية.

## المؤسسات الجامعية والبحثية

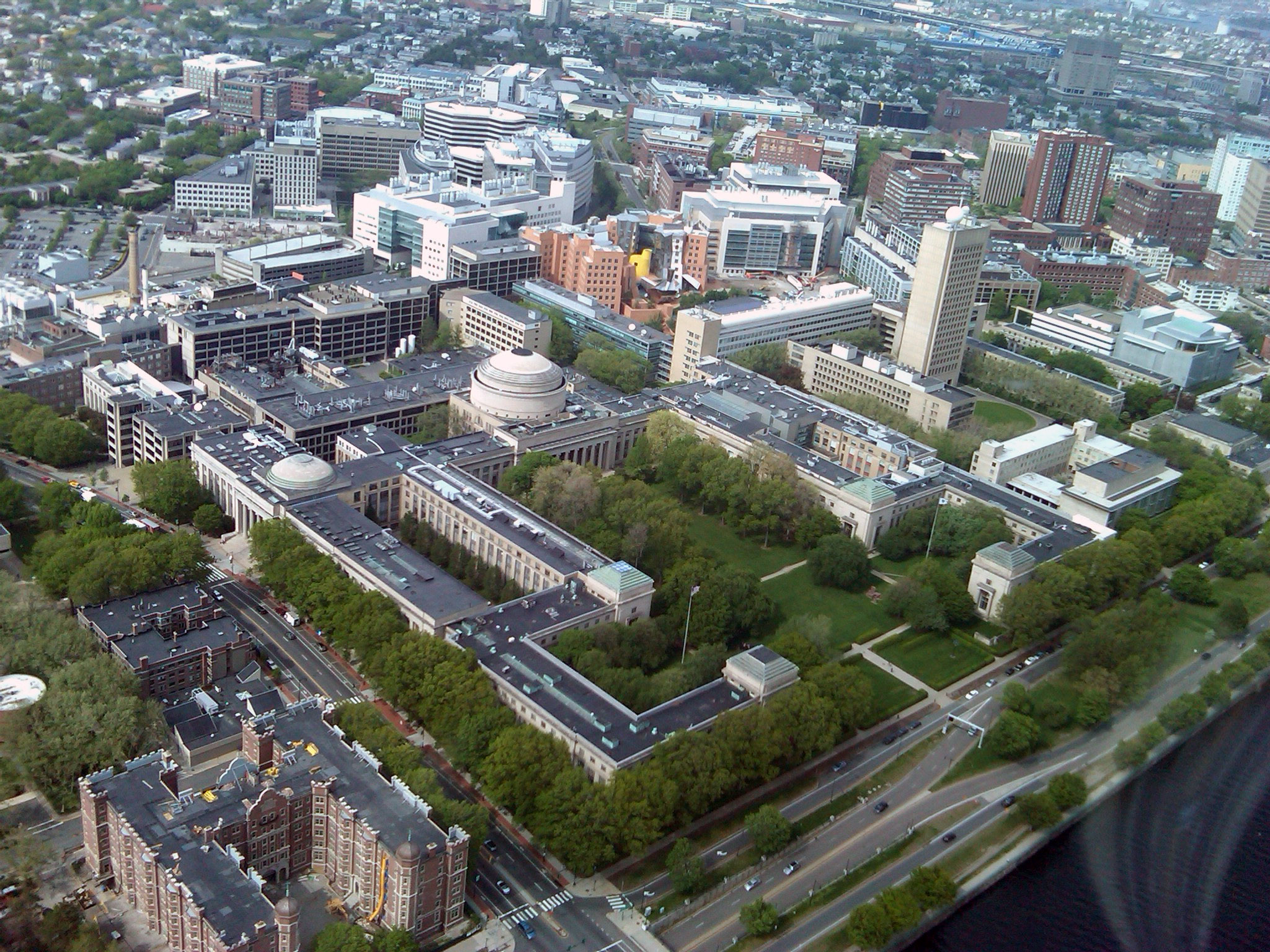
الحرم الجامعي لمعهد ماساتشوستس للتقنية.

يوجد في الولايات المتحدة العديد من المعاهد الخاصة والعامة ومؤسسات التعليم العالي، وكذلك كليات محلية ذات سياسات قبول مفتوحة.
التعليم العالي في الولايات المتحدة يتضمن مجموعة متنوعة من مؤسسات التعليم العالي. وقد ساعدت الأبحاث القوية والتمويل من الحكومة لتتصدر الكليات والجامعات الأمريكية بين أهم جامعات العالم المرموقة، مما يجعلها جذابة بشكل خاص للطلاب وأساتذة الجامعات والباحثين في السعي لتحقيق التفوق الأكاديمي. وفقًا لتصنيف وشنغهاي جياو تونغ الأكاديمي لجامعات العالم، تتواجد 30 من أصل أفضل 45 جامعة وكلية في الولايات المتحدة (وفقًا لتوزيع الجوائز ونتائج البحوث). الجامعات الحكومية والجامعات الخاصة، وكليات الفنون الحرة، وكليات المجتمع تلعب دور هام في مجال التعليم العالي في الولايات المتحدة.
تحتل الجامعات الأمريكية مكانة مرموقة فوفقًا لترتيب ويبوماتركس والتصنيف الأكاديمي لجامعات العالم وتحتل عدد من الجامعات الأمريكية أولى المراتب حسب التصنيف منها جامعة هارفارد، جامعة يايل، معهد ماساتشوستس للتقنية، جامعة ستانفورد، جامعة برنستون، جامعة كولومبيا وجامعة كاليفورنيا وغيرها.